# 再チャレンジ

日本の失業率（男女別、年齢別）。15-24歳の細線が若年失業者にあたる。

再チャレンジ（さいチャレンジ）とは、「一度事業活動や起業などで失敗した人が、何度でも挑戦できること、また挑戦できる社会」という概念のことである。安倍晋三が内閣総理大臣在任当時（第1次安倍内閣）に主唱した。
この概念が発生した背景には、1990年代から2005年にかけての就職氷河期の影響で、就職できなかった多くの若者が数百万人単位でフリーターやニートとなって不安定な生活を余儀なくされ、そのまま年齢を重ねているという現状がある。

## 経緯
安倍内閣での正式始動に先立ち、安倍を支持する自民党の国会議員は「再チャレンジ支援議員連盟」を結成した。
再チャレンジの可能な社会を実現するため、2006年9月26日発足の安倍内閣において、国務大臣の特命職務の一つとして通称「再チャレンジ担当大臣」が新設され（内閣府ではなく「内閣官房再チャレンジ担当室」の事務であるので内閣府特命担当大臣はいない）、内閣府特命担当大臣（金融担当）山本有二がその職務を担う初代の大臣として起用された。また、内閣府副大臣の渡辺喜美（同年12月28日、渡辺は内閣府特命担当大臣（規制改革担当）兼国・地方行政改革担当大臣に就任したため、同日以降は大村秀章に交代）、内閣府大臣政務官の田村耕太郎がそれぞれその補佐をすることとされた。このほか、当該事務を所掌する官僚組織として、内閣官房長官決裁に基づき、内閣官房に再チャレンジ担当室が設置された。2007年8月27日の内閣改造に伴い、再チャレンジ関連業務が内閣府政策統括官の担当職務へと移管されたため、同日以降の再チャレンジ担当閣僚の発令形式は「国務大臣の特命職務」形式から「内閣府特命担当大臣の職務」へと変更、新入閣した岸田文雄に対し「内閣府特命担当大臣（再チャレンジ担当）」の発令がなされた。
再チャレンジ担当部署での地道な政策推進とは別に、この政策を提唱した安倍自身がインタビュー等で東国原英夫の宮崎県知事就任について“彼は再チャレンジに成功した”と評した事もあり、その認識・定義に疑問を呈する声も上がった（東国原はタレントの「そのまんま東」。タレント業で失敗・挫折したわけではなく明確に目的を持って出馬し当選した）。

## 具体的施策
再チャレンジ推進会議での報告では、以下の具体的政策が提言された。

### 働き方の複線化
- 新卒一括採用システムの見直し
  - 国家公務員の中途採用の拡大
  - 国家公務員の再雇用の促進
  - 国家公務員の育児・介護のための短時間勤務制度の導入
- 公正かつ多様な働き方を実現する労働環境の整備
  - 正規・非正規労働者間の均衡処遇  - 同一労働同一賃金, 無期転換オプションの設定
  - 人材重視型の企業内マネジメントの提唱

### 学び方の複線化
- 大学等における社会人の「学び直し」の推進
- 新たなチャレンジが可能となる地域におけるワンストップサービスの構築

### 暮らし方の複線化
- Ｕ、Ｉターンによる再チャレンジ支援
- 地域の創意・工夫による再チャレンジ支援のための枠組みの構築

## 結果
その後、2007年の第21回参議院議員通常選挙で自民党が大敗北し、その影響で安倍政権（第1次安倍改造内閣）は発足からわずか1年で総辞職した。
次の福田康夫内閣では岸田の担当からは“再チャレンジ”の字が消えている。これについて岸田は「担当として発令されておりませんが、総理からいただいた指示には再チャレンジが入っています。ですから、引き続きまして再チャレンジにつきましても政策は進めていかなければいけない、そのように思っております」と答弁している。しかし「担当室」も2008年度で廃止され、“再チャレンジ”は2008年1月17日集約の『再チャレンジ支援総合プラン（改正）』を残して完全に消滅する事になった。

## その後
東京新聞は社説で取手駅通り魔事件を例に引き、「いったん失敗すると、やり直しが利きにくい。そんな社会のありようが若者の夢や希望、誇りをねじ曲げて暴走に駆り立てるのかもしれない。」と問題提起している。
2011年の自殺者は30,651人と、1998年以来初めて31,000人を下回ったが、一方で就職活動の失敗を苦に10～20代の若者が自殺するケースが目立っていることが、政府が公表した2012年版「自殺対策白書」で明らかになっている。2011年の大学生の自殺者は2010年と比較して、101人増の1029人となった。1978年（昭和53年）の調査開始以来、初めて1000人を突破している。また、警察庁の統計によると、「就職失敗」による10～20代の自殺者数は2007年の60人から2011年は150人にまで増加していた。厚生労働省では、「新卒応援ハローワーク」で、内定のないまま卒業した学生のケアを行っている。
2012年9月、再チャレンジの提唱者である安倍晋三自身が自由民主党総裁選挙に立候補し、同月26日に総裁に返り咲いた。その後2012年12月16日に行われた第46回衆議院議員総選挙においても自民党・公明党が圧勝し、政権奪還となった。これに伴い12月26日、第96代内閣総理大臣に指名され、自らが「再チャレンジ」を成し遂げたこととなった。
第2次安倍内閣では国務大臣に対する所管事項として「再チャレンジ可能な社会を構築するための施策を総合的に推進するため企画立案及び行政各部の所管する事務の調整」の発令があった。稲田朋美内閣府特命担当大臣（規制改革担当）が再チャレンジを所管する大臣となった。
また安倍は2022年3月、近畿大学の卒業式に来賓として（予告抜きに）登壇。「大切なことは失敗から立ち上がること」と祝辞を述べた。